# マルキーズ語
マルキーズ語（マルキーズご）はオーストロネシア語族ポリネシア諸語東ポリネシア諸語マルキーズ諸語に属する言語である。マルケサス語とも呼ばれる。フランス領ポリネシアのマルキーズ諸島（マルケサス諸島）で話されている。北マルキーズ語と南マルキーズ語の大きく2つの方言に分別される。